# 무스타파 아큰즈
무스타파 아큰즈(튀르키예어: Mustafa Akıncı, 1947년 12월 28일 ~ )는 북키프로스의 정치인으로 2015년 4월 30일부터 2020년 10월 23일까지 대통령을 지냈다.